# 夏家河子

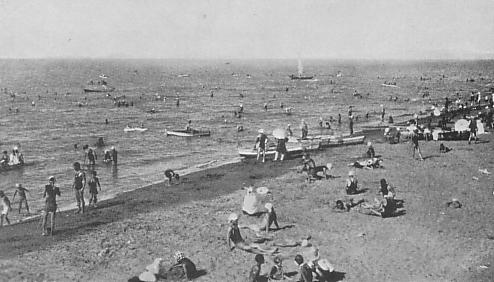
1940年代

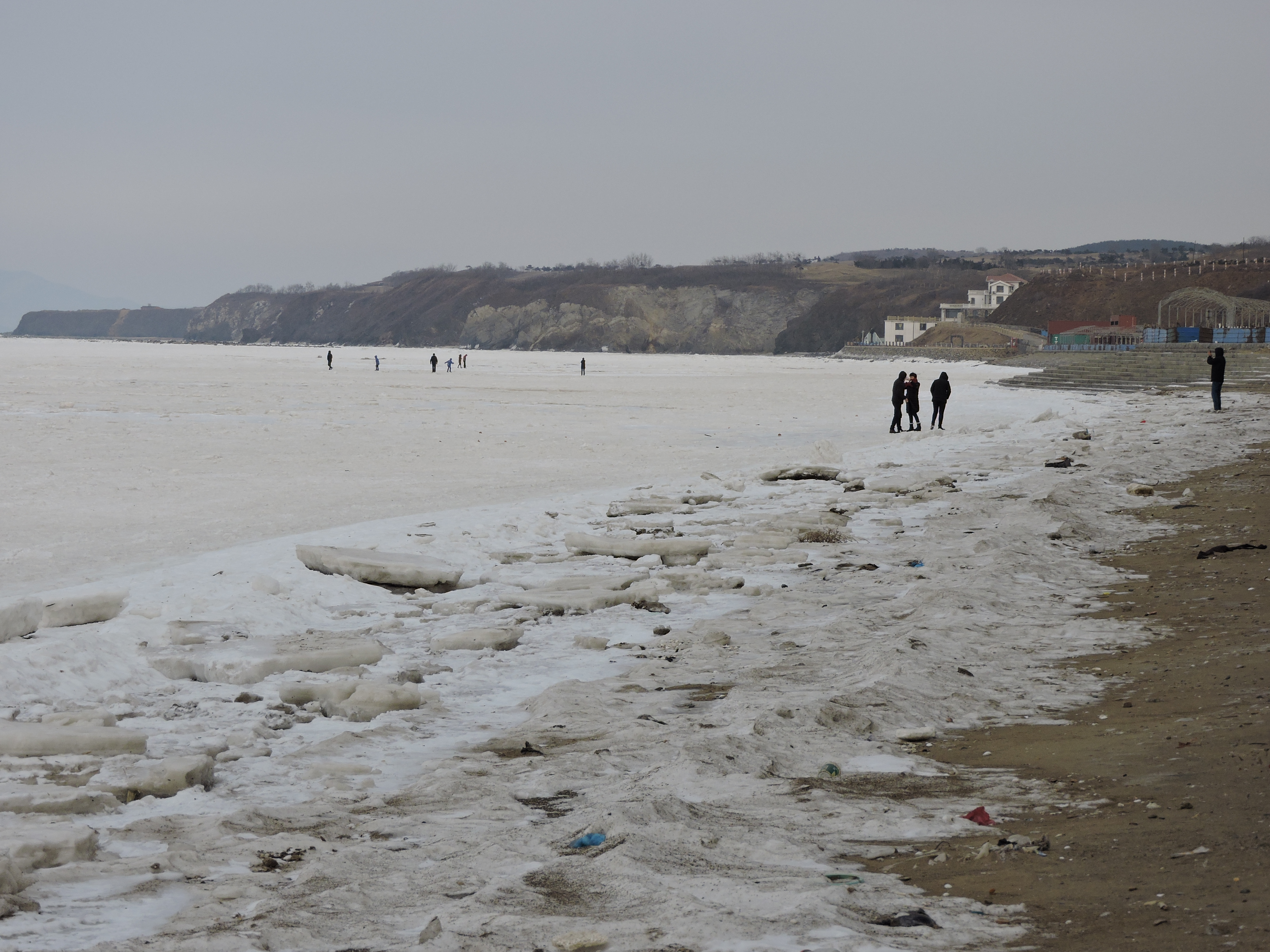
夏家河子海滨浴场海面冰封一片如同白茫茫极地冰原

夏家河子是中国辽宁省大连市的一个海滩。位于大连市甘井子区北部。海岸线长约1.2公里。夏家河子海滩最大特点是滩涂广阔平坦，风平浪静，海底为柔软的细沙泥质，沙粒细均。离岸几十到一百米也只有齐腰的水深。

大连夏家河子海滨公园，是大连市著名的海水浴场之一。位于大连市甘井子区北部渤海海峡，距市中心16.2公里，海岸线长达1.2公里。这里最大特点是滩涂广阔平坦，风平浪静，海底为柔软的细沙泥质，岸上一色沙滩，沙粒细均。离岸几百米也只有齐腰的水深。因此，这里非常适合初学者游泳，而被称为＂天然的游泳池＂。

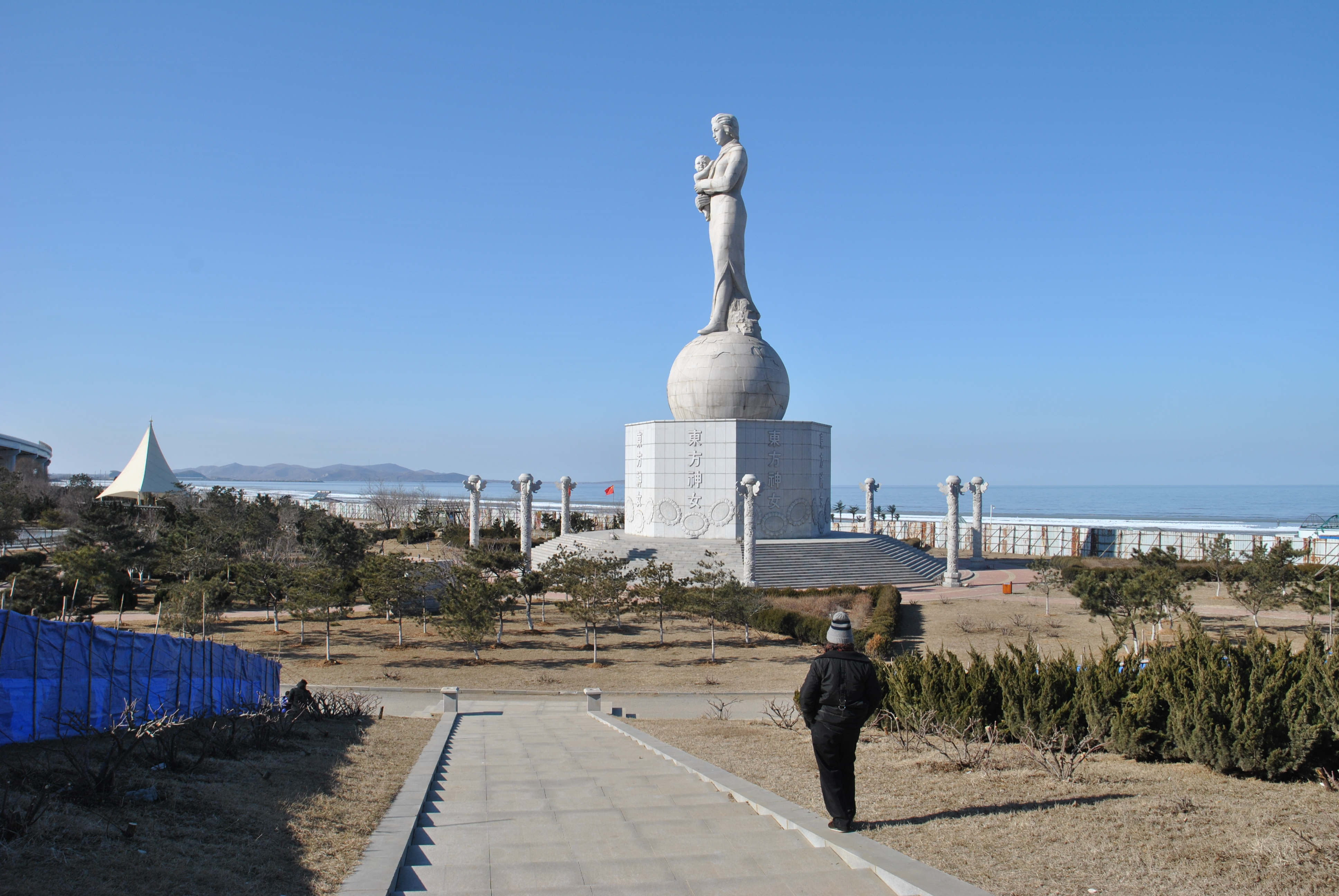
夏家河子海滨公园-东方神女雕像

夏家河海滨公园总占地16万平方米，绿地面积12万平方米。这里成为一年四季都对游客有吸引力的休闲场所。公园中的枫树突出了公园的“彩色”魅力，使夏家河海滨公园除了蓝色的大海、黄色的沙滩、绿色的草地和白色的雕塑之外，秋季红色的枫叶也将成为一个新景观。公园内更衣室、淋浴室、饭店、冷饮、海上用品租借处等，各种服务设施齐备。

## 外部連結
- 参看大连旅游指南网：www.dlguide.com